# VP-3013
La VP-3013 es una carretera de la red provincial de la Diputación de Valladolid (España). Discurre desde la comarca de Valle del Esgueva hasta la de Campo de Peñafiel (zona de Ribera del Duero).

## Características
Con una longitud de 13,795 km, comienza su recorrido en su enlace con la VA-140, en el pueblo Castroverde de Cerrato. Finaliza en su enlace con la VA-3014, en Piñel de Abajo, sin pasar por ninguna otra localidad.